# Villaseco de los Gamitos (kommunhuvudort)
Villaseco de los Gamitos är en kommunhuvudort i Spanien.   Den ligger i provinsen Provincia de Salamanca och regionen Kastilien och Leon, i den centrala delen av landet, 210 km väster om huvudstaden Madrid. Villaseco de los Gamitos ligger 834 meter över havet och antalet invånare är 203.
Terrängen runt Villaseco de los Gamitos är platt. Runt Villaseco de los Gamitos är det mycket glesbefolkat, med 2 invånare per kvadratkilometer. Närmaste större samhälle är Ledesma, 11,0 km nordost om Villaseco de los Gamitos. Trakten runt Villaseco de los Gamitos består i huvudsak av gräsmarker.